# 278197 Touvron
278197 Touvron è un asteroide della fascia principale. Scoperto nel 2007, presenta un'orbita caratterizzata da un semiasse maggiore pari a 3,0576808 UA e da un'eccentricità di 0,0770062, inclinata di 9,54587° rispetto all'eclittica.